# Siku Quanshu
Pour les articles homonymes, voir Siku (homonymie).

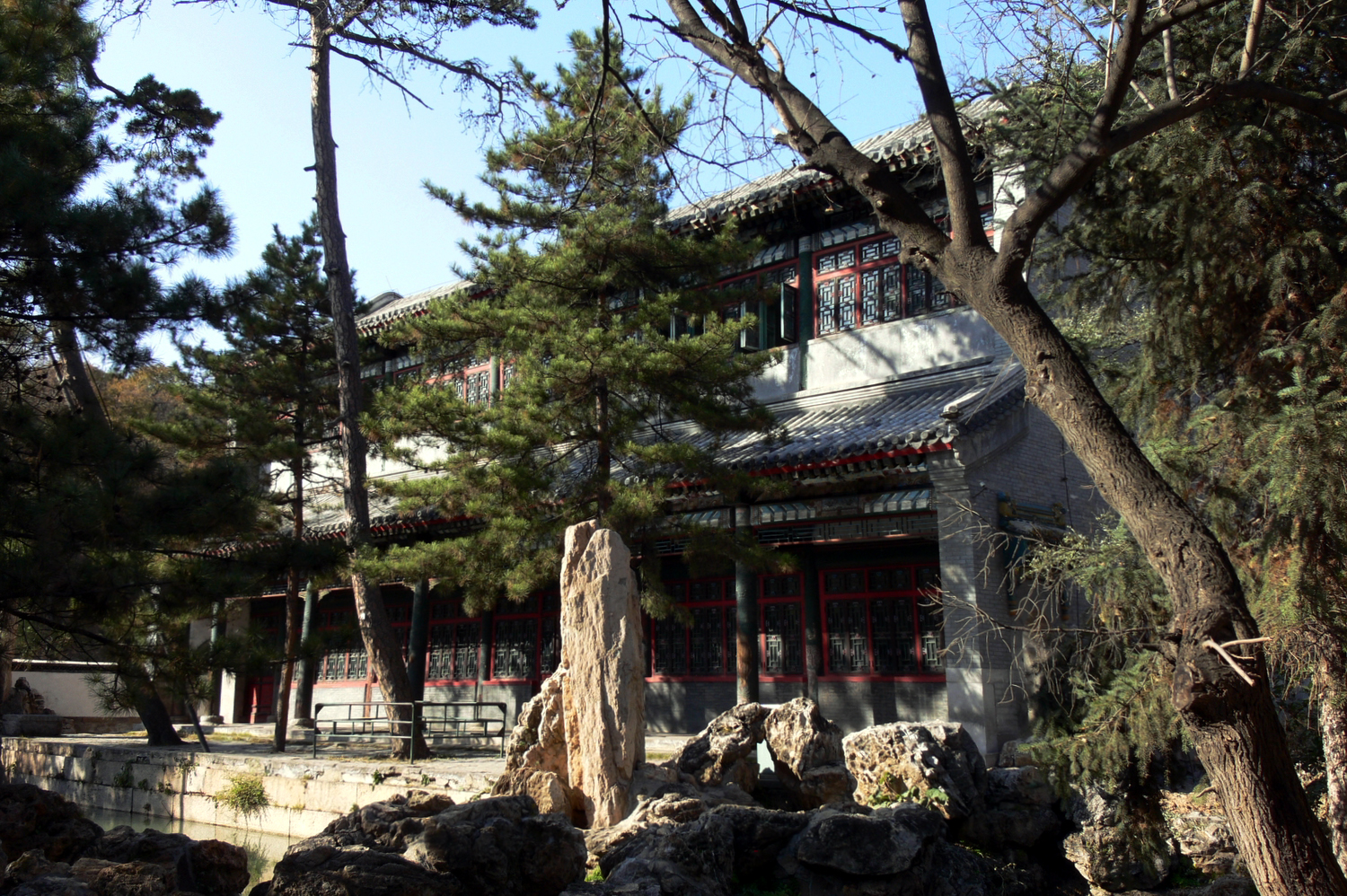
Une bibliothèque impériale : la chambre Wenjin dans les montagnes à Chengde.

Les Livres complets des quatre Magasins (chinois simplifié : 四库全书 ; chinois traditionnel : 四庫全書 ; pinyin : sìkù quánshū ; Wade : Ssu-k'u ch'üan-shu), traduite indifféremment par Collection Impériale des Quatre [dépôts], les Quatre Trésors de l’Empereur, La Bibliothèque accomplie des Quatre Disciplines des Lettres, ou la Bibliothèque accomplie des Quatre Trésors, constitue la plus grande collection de livres de toute l’Histoire de la Chine et sans doute le projet éditorial le plus ambitieux jamais réalisé.

## Histoire
Au XVIIIe siècle, à l'apogée de la Dynastie Qing, l’empereur Qianlong chargea le Siku quanshu de prouver qu’il était possible, sous le règne des Qing, de surpasser l’Encyclopédie de Yongle composée sous la Dynastie Ming (1403), la plus grande encyclopédie de l’époque. 
Le comité éditorial rassemblait 361 érudits, et était présidé par Ji Yun (紀昀) et Lu Xixiong (陸錫熊). La constitution du recueil s'étala entre 1773 et 1782. Les éditeurs collectèrent et annotèrent plus de 10 000 manuscrits tirés des collections impériales et d'autres bibliothèques, détruisirent quelque 3 000 titres ou œuvres considérées comme anti-Mandchoues, pour ne conserver dans le corpus du Siku quanshu que 3 461 titres ou œuvres. Ces textes furent reliés en 36 381 volumes (册) de plus de 79 000 chapitres (卷), soit un total de 2,3 millions de pages, et approximativement 800 millions de sinogrammes. 
Les scribes ont recopié les ouvrages mot à mot, et selon Wilkinson, « Les copistes (il y en avait en tout 3 826) n'étaient pas payés en argent mais récompensés par des charges officielles une fois qu'ils avaient retranscrit un nombre de mots donnés dans le temps imparti. » Quatre copies destinées à l'empereur furent déposées dans des bibliothèques construites à cet effet dans la Cité interdite, l’ancien Palais d'été (Shenyang), et la Chambre Wenjin (à Chengde). Trois autres copies destinées au public furent déposées dans la bibliothèque Siku quanshu à Hangzhou dans la province de Zhenjiang, et à Yangzhou. Ces sept bibliothèques se virent également dotées d'exemplaires de   l’encyclopédie impériale Qinding Gujin tushu jicheng (1725).
Les exemplaires du Siku quanshu conservés dans les provinces de Zhenjiang et Yangzhou ont été détruits au cours de la Révolte des Taiping. En 1860, au cours de la Seconde guerre de l'opium, le corps expéditionnaire franco-anglais détruisit l'essentiel des livres entreposés dans l’Ancien palais d'été. Les quatre copies restantes ont quelque peu souffert au cours de la Seconde Guerre mondiale : elles sont aujourd'hui conservées à la Bibliothèque nationale de Chine à Pékin, au Musée national du palais à Taipei, à la bibliothèque du Gansu de Lanzhou, et à la bibliothèque du Zhejiang à Hangzhou.

### Constitution du fonds
Le premier mois de la 37e année du règne de Qianlong, l’empereur décréta que les sujets de l’empire Qing devaient remettre aux autorités les ouvrages qu'ils détenaient pour permettre la constitution de la collection de Siku Quanshu ; mais les mauvais souvenirs laissés par l'Inquisition mandchoue incitaient les Chinois à la prudence.
Alors au mois d'octobre de la même année, Qianlong publia de nouveaux décrets, stipulant que :
1. les livres seraient restitués à leur propriétaires une fois le recueil compilé.
2. les propriétaires seraient exempts de poursuite même si leurs livres étaient répréhensibles.

Moins de trois mois après ces décrets, les autorités reçurent de 4 000 à 5 000 nouveaux livres. Non content de rassurer les propriétaires de livres, Qianlong leur promit ensuite de les récompenser, par exemple en paraphant de sa propre main leurs livres (ce qu'il ne fit jamais) : cette fois, 10 000 nouveaux titres parvinrent aux autorités.
Par émulation, les lettrés Han du royaume se mirent à coopérer entièrement avec l'empereur, permettant à Qianlong de réaliser son rêve de dépasser ses prédécesseurs au trône impérial de Chine en matière d'érudition. Les intentions de Qianlong paraissent après-coup très claires : il s'agissait de faire du Siku Quanshu une bibliothèque de culture classique qui serait exempte d'écrits anti-Mandchous, ce qui déchaîna par tout l'empire une vaste quête porte-à-porte d’« affiches, livres, poèmes, et pièces de théâtre mauvais pour l'État. » Ce mouvement était dirigé de longue main par l'empereur Qianlong lui-même ; les « textes mauvais » qu'on découvrit furent expédiés à Pékin et brûlés, et leurs détenteurs (parfois des familles entières), condamnés à mort ou déportés aux confins de l'empire.

### Le Siku Jinshu, catalogue des livres interdits

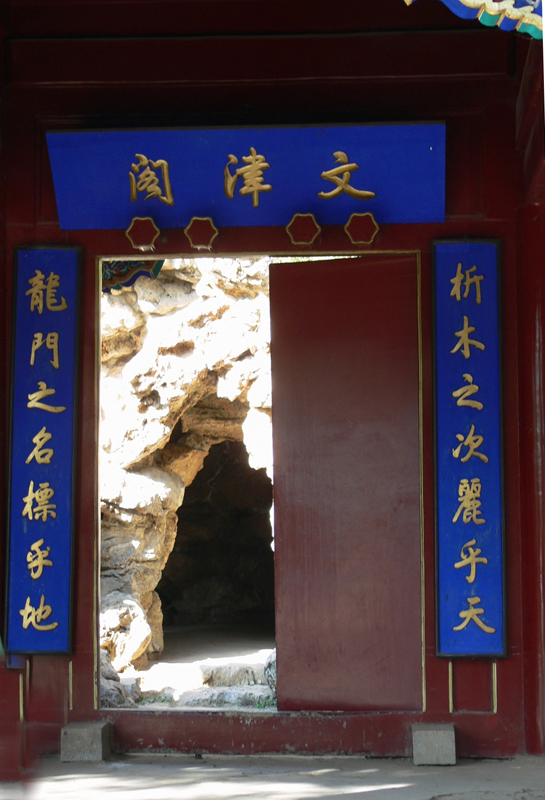
Les portes de la Chambre Wenjin (Chengde).

Siku Jinshu (en chinois : 四库禁书) est un catalogue de tous les livres qui ont été exclus du corpus et interdits sur ordre de l’empereur Qianlong. Ce catalogue contenait jusqu'à 2 855 titres d'ouvrages, qui furent brûlés par la suite. Le nombre des livres ainsi écartés est comparable à l'effectif du Siku Quanshu (3 461 titres).
Une encyclopédie célèbre, la Tiangong Kaiwu (Chinese: 天工開物), mise à l'écart après cet inventaire, avait ainsi disparu de Chine depuis 300 ans ; on a toutefois découvert au XXe siècle que certaines copies, retrouvées au Japon, ont été préservées intactes.

## Contenu
Le recueil de Siku Quanshu est organisé en quatre ku (庫=« collection ; dépôt; trésor; entrepôt ») parties, correspondant aux différents départements de la bibliothèque impériale.
- Jing (經 "Classiques") Classique chinois
- Shi (史 "Histoires") histoire et géographie tirés de l'Histoire de la Chine
- Zi (子 "Maîtres") philosophie, arts, sciences tirés de la philosophie chinoise
- Ji (集 "Recueils") anthologies de littérature chinoise

Les livres sont répartis en 44 catégories (類), où l'on retrouve les Entretiens de Confucius, le Mencius, la Grande Étude, la Doctrine du juste milieu, l'oracle du Yi Jing, les Rites de Zhou, le Classique des rites, le Classique des vers, les Annales des Printemps et des Automnes, Shuowen Jiezi, les Annales du Grand Historien, Zizhi Tongjian, L'Art de la guerre, le Discours des royaumes, les Stratagèmes des États en guerre, le Compendium des Materia Medica, et bien d'autres classiques.
Le recueil de Siku quanshu comprend la plupart des grands textes de la littérature chinoise, depuis l'antique Dynastie Zhou jusqu'à la dynastie Qing ; il couvre tous les domaines du savoir académique. C'est enfin le plus grand recueil de livres au monde, et une source d'information absolument unique.